# Hexafluoronickélate(IV) de potassium
L'hexafluoronickélate(IV) de potassium est un composé inorganique de formule K2[NiF6], contenant des ions nickel de valence IV, très peu courante.

## Apparence et structure
L'hexafluoronickélate(IV) de potassium est un sel rouge. Il cristallise avec la structure de K2[PtF6].

## Obtention
L'hexafluoronickélate(IV) de potassium est obtenu par réaction entre le chlorure de nickel(II), le difluor et le chlorure de potassium, à 275 °C.
{\displaystyle \mathrm {2\ KCl+NiCl_{2}+3\ F_{2}\longrightarrow K_{2}[NiF_{6}]+2\ Cl_{2}} }

## Réactivité et utilisation
Au delà de 620 K, K2[NiF6] se décompose en K3[NiF6].
Comme les autres sels de [NiF6]2−, l'hexafluoronickélate de potassium est un oxydant puissant.